# Yugo
Yugo var et jugoslavisk bilmærke, lanceret i 1981.
De første modeller var baseret på Fiat 127, men i 1987 introduceredes en mere moderne model, Florida, baseret på Fiat Tipo.
Produktionen af mærket indstilledes i 2008, hvorefter fabrikken i Jugoslavien blev benyttet af ejeren Fiat til produktion af Fiat Punto.